# St. Dionysius (Nettelrede)

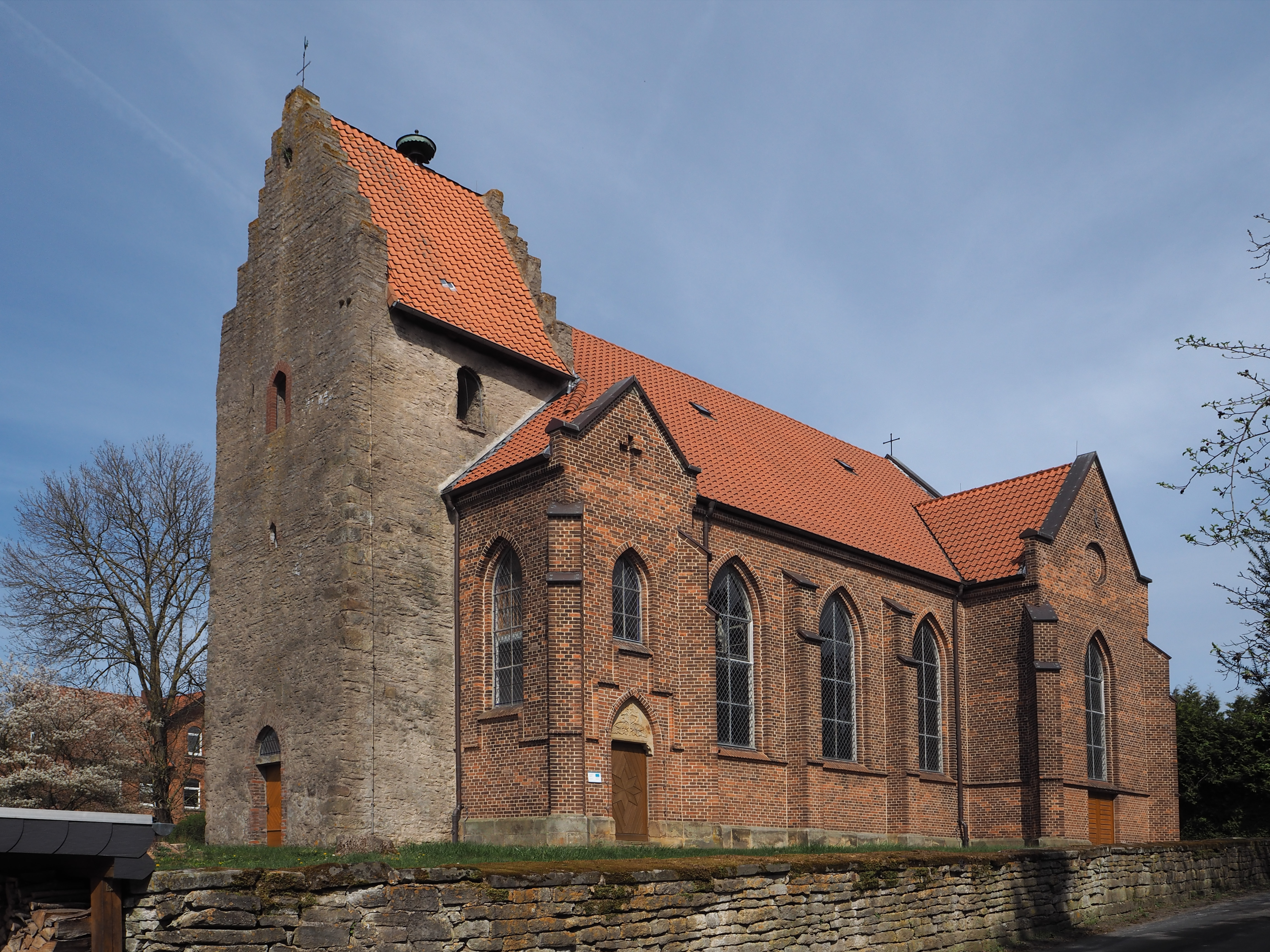
St. Dionysius in Nettelrede

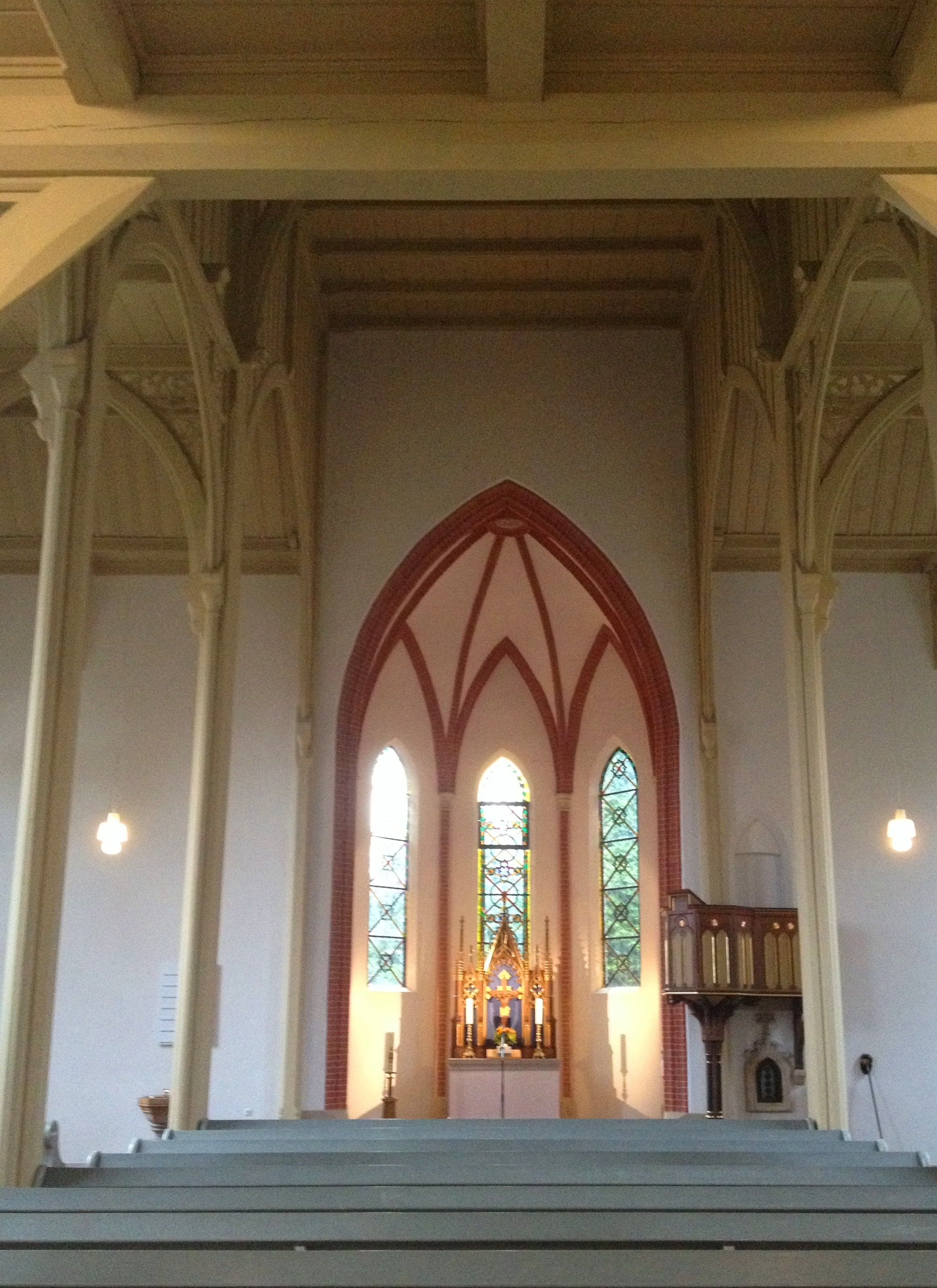
Inneres nach Osten

Die evangelisch-lutherische Kirche St. Dionysius ist die Dorfkirche von Nettelrede, einem Ortsteil von Bad Münder am Deister im niedersächsischen Landkreis Hameln-Pyrmont. Das neugotische Langhaus wurde von 1862 bis 1864 nach Plänen von Conrad Wilhelm Hase an den vom Vorgängerbau verbliebenen Turm angebaut.

## Geschichte
Nettelrede („Nitelrede“) war eines der Güter, mit denen Bischof Bernward von Hildesheim 1022 das von ihm gegründete Michaeliskloster in Hildesheim ausstattete. Der Bau der ersten Kirche dürfte nicht viel später erfolgt sein, worauf auch das Dionysius-Patrozinium hindeutet. Der bis heute vorhandene Turm mit Staffelgiebeln ist im Kern romanisch. 1241 gehörten Gut und Kirche Hermann von Arnheim, der sie im selben Jahr mit allen Einkünften und dem Kirchenpatronat an das Kloster Wülfinghausen verkaufte.
Mit der Einführung der Reformation im Fürstentum Calenberg wurde die Kirche 1561 lutherisch. 1626 führte der damalige Pastor Laurentius Weber die Bewohner des Ortes in die Deisterwälder, um sie vor den anrückenden Söldnern Tillys in Sicherheit zu bringen. Dennoch kam ein großer Teil der Dorfbevölkerung durch Krieg und Pest ums Leben.
Die mittelalterliche Dionysiuskirche war um die Mitte des 19. Jahrhunderts baufällig und auch zu klein. Sie wurde bis auf den Turm abgerissen und durch den heutigen neugotischen Backsteinbau von Conrad Wilhelm Hase ersetzt.

## Bau und Ausstattung
Hase konzipierte einen hohen Bau, dessen Dachfirst fast den des Turms erreicht. An das Langhaus fügte er im Osten zwei niedrigere Querhausarme, im Westen zwei Portalvorhallen an, alle mit eigenen Giebeln. Dem Altarraum im Osten gab er die Form einer 5/8-Apsis mit Giebeln über jeder Wand. Sie wird flankiert von zwei ebenfalls 5/8-geschlossenen Nebenapsiden, die jedoch innen vom Kirchenraum abgetrennt sind und als Funktionsräume dienen.
Innen ist unter dem Dachstuhl eine zweifach gestufte hölzerne Flachdecke eingefügt, die von reich mit Schnitzwerk geschmückten schlanken Säulen und Bögen getragen wird, sodass der Raumeindruck einer dreischiffigen Basilika entsteht. Das fialenreiche neugotische Altarretabel bildet den Rahmen für einen Crucifixus. Als Altarplatte wurde das vom aufgelassenen Kirchhof stammende Epitaph eines Pastors verwendet, der im 18. Jahrhundert 60 Jahre lang in Nettelrede amtierte. Es ist neben persönlichen Angaben mit einem Bibelwort beschriftet (2 Tim 4,7–8 ). Unter der schlichten Holzkanzel ließ Hase den Rahmen der Sakramentsnische aus der alten Kirche einfügen, jetzt als Fensterrahmen.
Die Orgel stammt aus der Erbauungszeit und ist ein Werk der Göttinger Firma Carl Giesecke. Sie wurde bei einer Grundrenovierung 1999 in den Originalzustand zurückversetzt. Eine Gesamtrenovierung der Kirche mit neuer, heller Farbfassung der Holzteile erfolgte 2009.

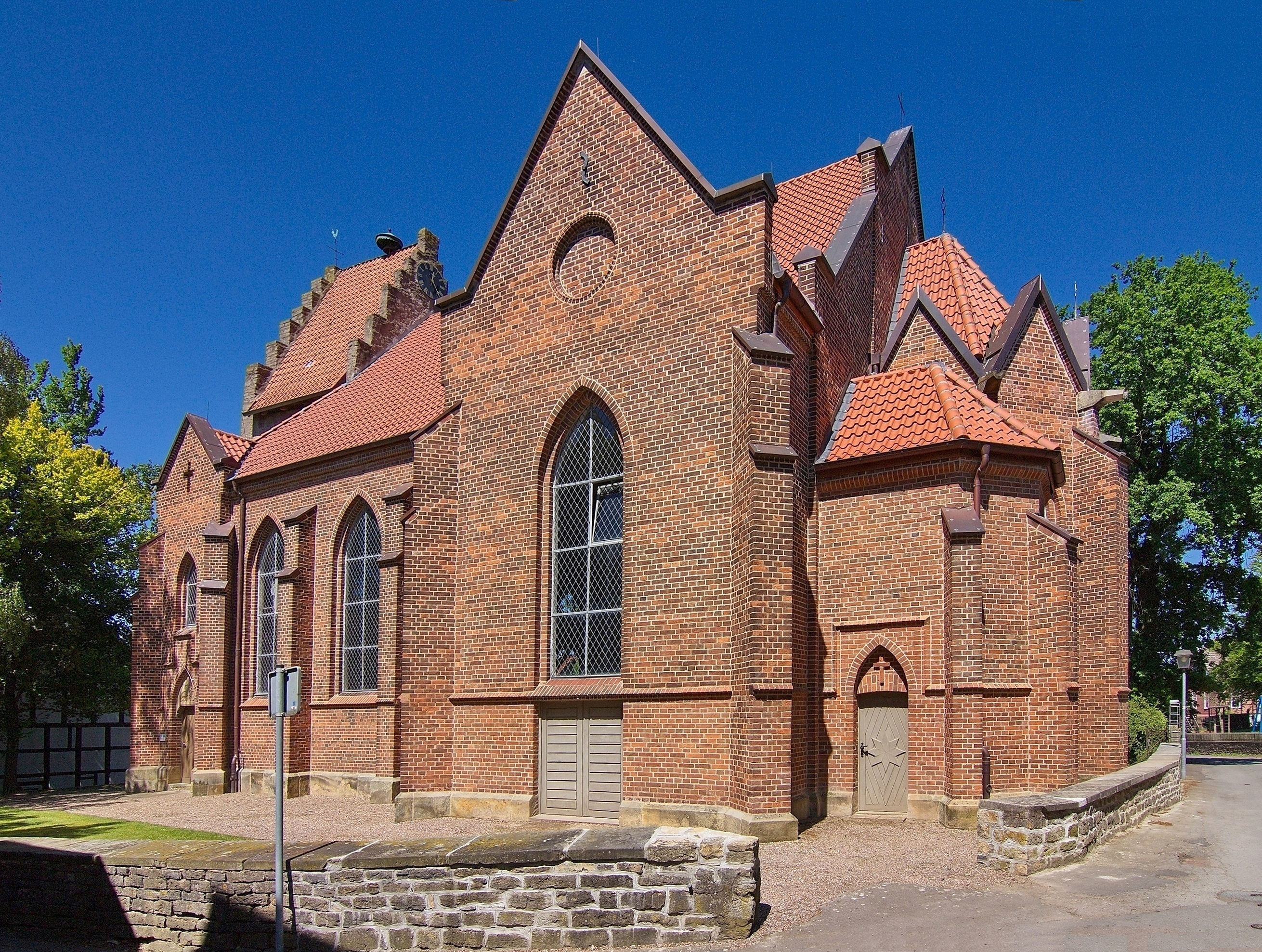
Südostansicht
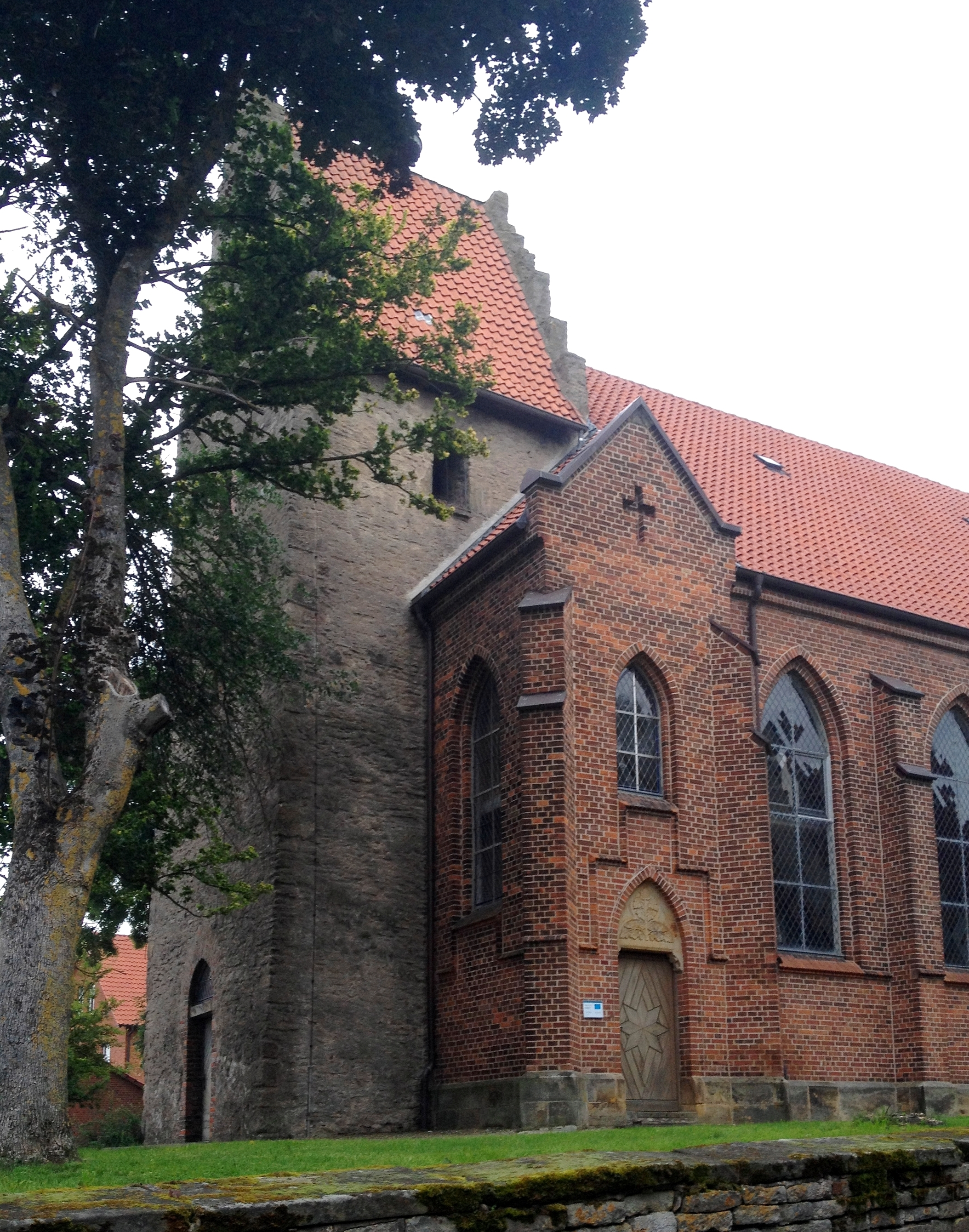
Südwestansicht
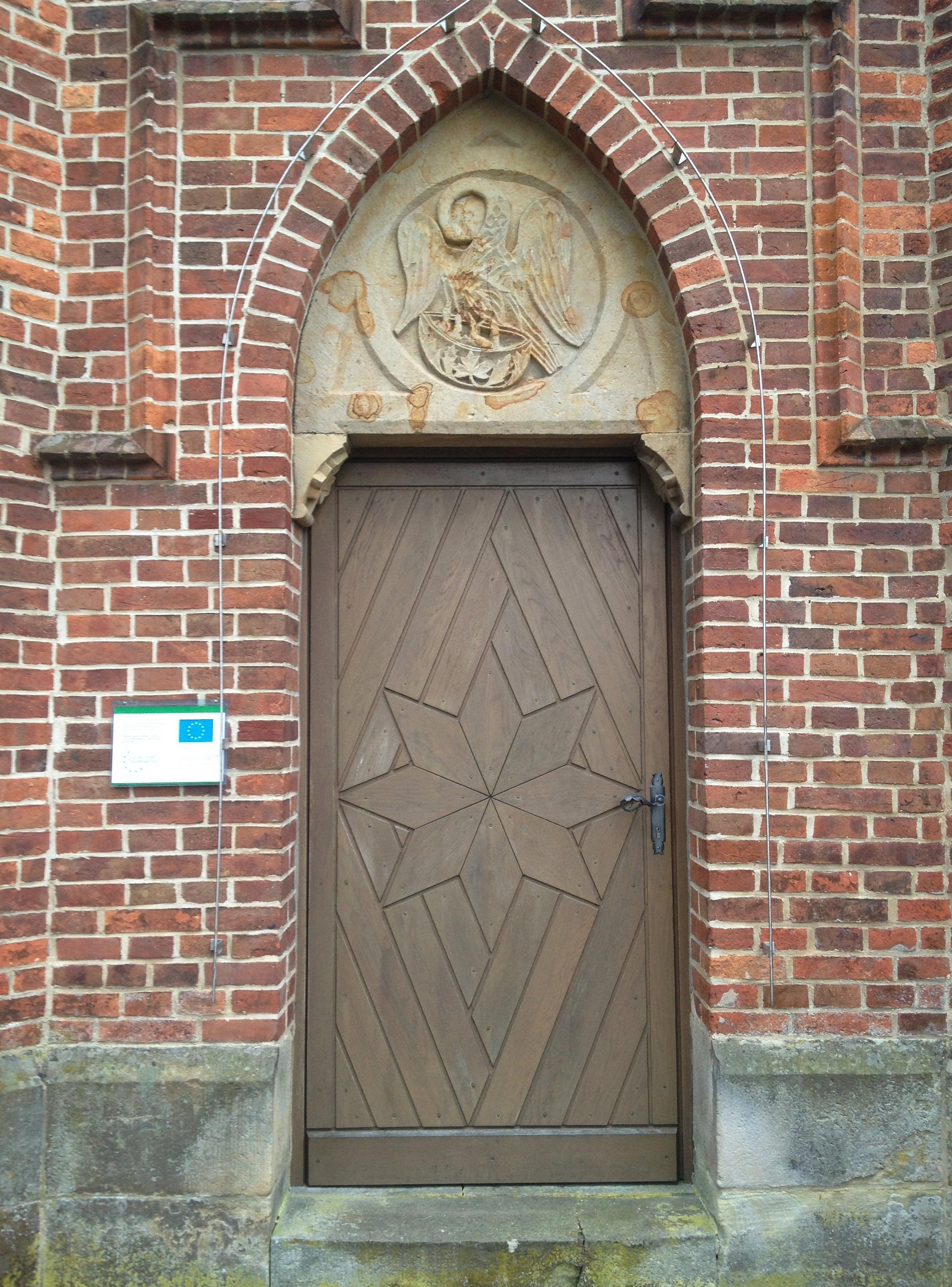
Nordtür mit Pelikan-Tympanon
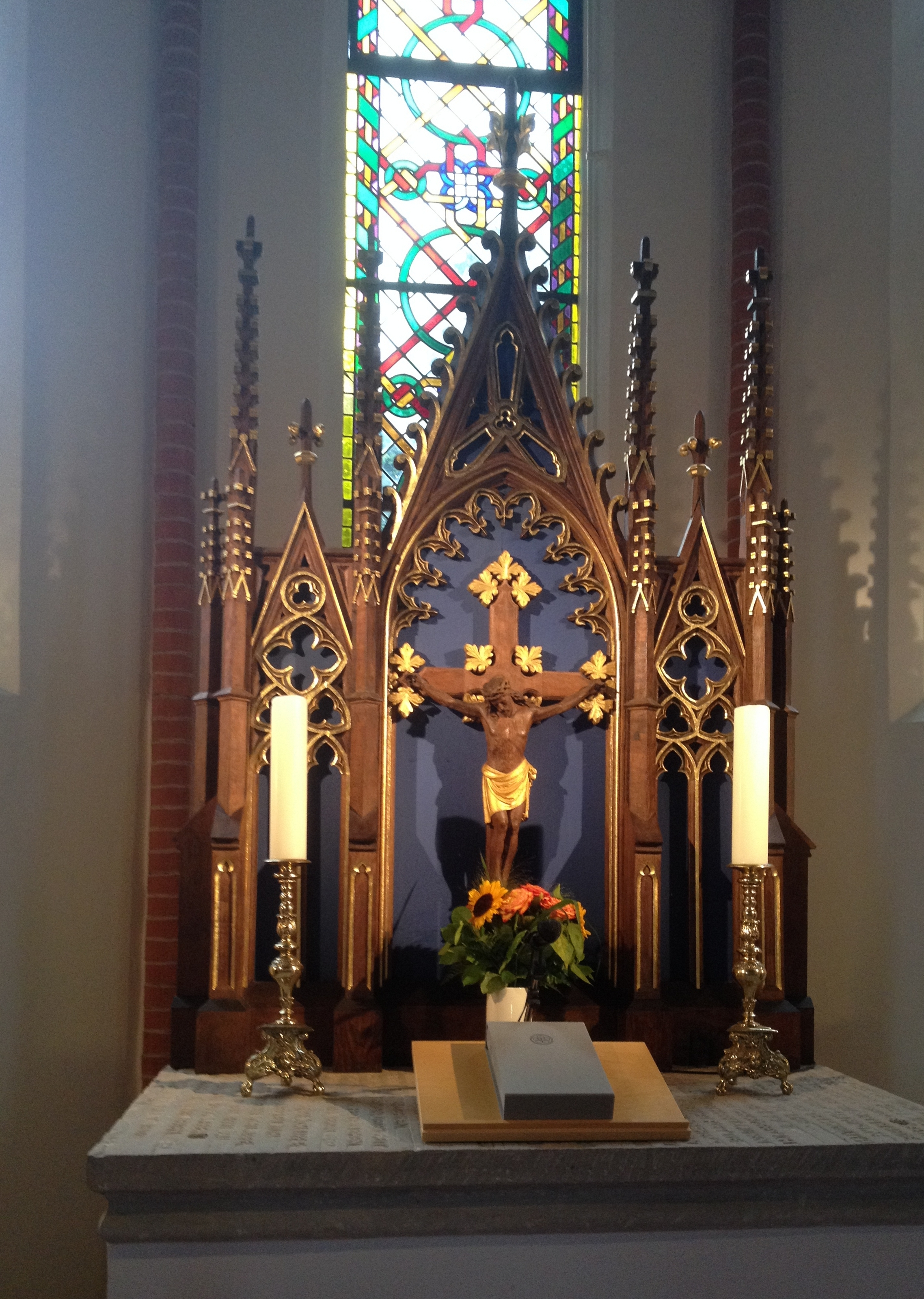
Altar